# 凸凹フランケンシュタインの巻
『凸凹フランケンシュタインの巻』（でこぼこフランケンシュタインのまき、Abbott and Costello Meet Frankenstein）は、1948年のアメリカ映画である。

## 作品
アボット&コステロコンビによる『凸凹』シリーズの日本での14作目にあたり（アメリカでは21作目）、古典的ギャグを連発するコメディ作品である。原作者はロン・パルンボ (Ron Palumbo) で、彼は映画の大ヒット後に映画製作前後の状況解説や出演者の出演経緯、内容に関する思料を含むエッセイを寄稿している。
出演者、視聴者共に（前作で）シリーズは終わったと思っていたが、多くの映画館がシリーズ終了に不満を述べたため続投されることになった。映画製作以前から批評家は続編を罵倒していたし、視聴者の中には続編を視聴しないことを公言する者もいた。映画製作費用も79万3千ドルと、この数字は1948年に制作された映画の中で下から2番目という低予算だった。
主演の1人であるルウ・コステロは本作の脚本を嫌い出演を渋っていたが、出演料5万ドルを前払いすること、および監督チャールズ・バートンの説得を受けて出演を決めた。また、ドラキュラ伯爵を演じたベラ・ルゴシは本作以前に『魔人ドラキュラ』に出演しており、フランケンシュタインの怪物を演じたグレン・ストレンジも『フランケンシュタインの復活』を始めとして同時代の多数作品に同役で出演している怪奇俳優である。
映画が公開されると、興行収入は320万ドルでランキング3位を獲得した。アメリカ国外での公開に関しては、ホラー映画に分類されるため視聴する子供に悪い影響を強く与えると判断され、フィンランドでは上映禁止作品に指定され、また公開されたオーストラリアにおいてもモンスターが登場する場面を全て削除した状態で上映された。
前述のロン・バルンボが執筆したエッセイによれば、アルフレッド・ヒッチコック、ジェイムズ・ホエール、クエンティン・タランティーノといった映画監督らは本作に「怖いときは本当に怖く、そして面白い場面は本当に面白い、という2つの要素を繰り返し配置し相互に強調させた最初の映画」という評価を下した、と記している。
本作は、2001年にアメリカ議会図書館によりアメリカ国立フィルム登録簿に、「文化的、歴史的、または芸術的に重要である」として登録され、永久に保存される映画となった。

## あらすじ
鉄道の荷役として働くチック（バッド・アボット）とウィルバア（ルウ・コステロ）は、ドラキュラ（ベラ・ルゴシ）とフランケンシュタインの怪物（グレン・ストレンジ）が入ったカゴを蝋人形館に配達したが、二体の怪物は逃走した。
チックとウィルバアはその後、ヨーロッパからドラキュラとフランケンシュタインを追いかけてアメリカに渡ってきた狼男ロウレンス・タルボット（ロン・チャニー）に出会い、ドラキュラがフランケンシュタインに脳を提供することを妨害する狼男タルボットの目的を手伝うことになる。
だが仮面舞踏会の夜、ウィルバアはドラキュラに捕まり、ドラキュラの脳の代わりにウィルバアのそれをフランケンシュタインに提供することになってしまった。まさにウィルバアがいけにえにされようとしたとき、救援に来たチックとタルボットが間に合い、また折良く満月が昇ってきてタルボットは狼に変身、ドラキュラと共に崖から落下した。
助かったウィルバアはチックと2人でボートを使って逃走したが、追いかけてくるフランケンシュタインは水をかき分けてボートに乗り込んでくる。しかしやがてフランケンシュタインは力尽きてボートから落ち、水に沈んだので、やっと2人は助かったのだった。

## キャスト

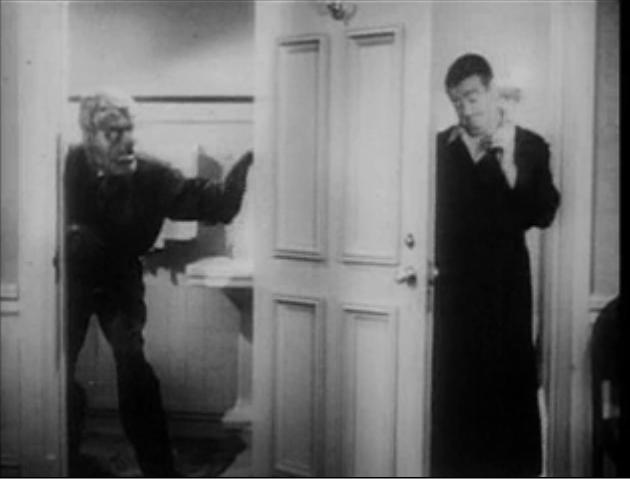
予告編より。

- バッド・アボット - チック・ヤング（Chick Young）
- ルウ・コステロ - ウィルバア・グレイ（Wilbur Gray）
- ロン・チェイニー・ジュニア - ローレンス・タルボット / 狼男
- ベラ・ルゴシ - ドラキュラ
- グレン・ストレンジ（英語版） - フランケンシュタインの怪物
- レノア・オーバート（英語版） - Sandra Mornay
- フランク・ファーガソン（英語版） - Mr. McDougal
- Charles Bradstreet - Dr. Stevens
- ジェーン・ランドルフ（英語版） - Joan Raymond